# Cochlostoma oscitans
Cochlostoma oscitans е вид охлюв от семейство Diplommatinidae. Видът не е застрашен от изчезване.

## Разпространение
Разпространен е в Испания.

## Описание
Популацията на вида е стабилна.